# Cameri-Theater

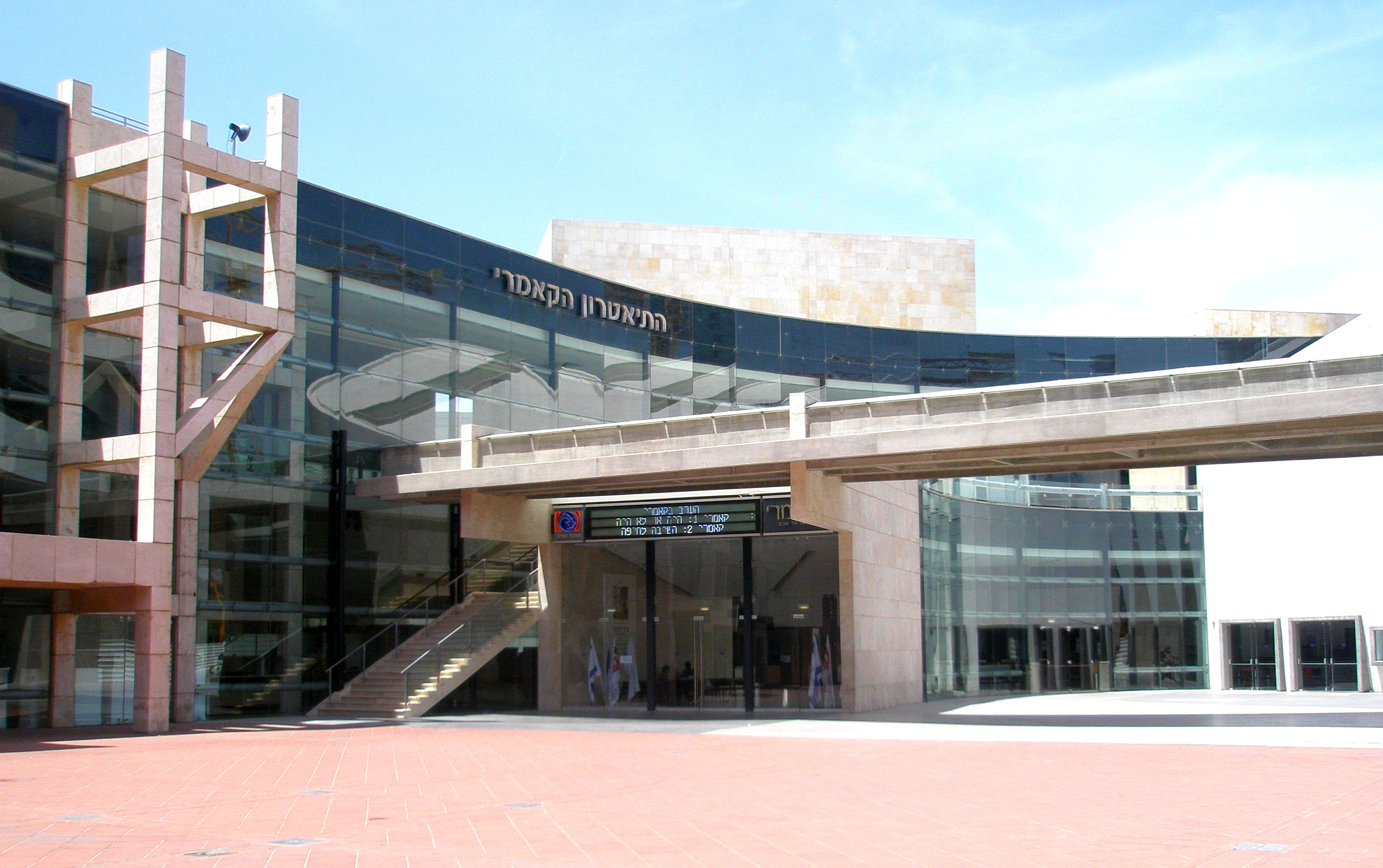
Cameri-Theater im Zentrum für Bühnenkünste

Das Cameri-Theater (הַתֵּיאַטְרוֹן הַקּאמֶרִי ha-Tej'aṭrōn ha-Qāmerī) ist eine Bühne in Tel Aviv-Jaffa in Israel. Offiziell wurde es 1945 gegründet, doch einige Produktionen des Theaterensembles waren schon früher produziert worden. Es ist eines der wichtigsten Theater des Landes. Das Haus soll ein „Theater mit sozialer Verantwortung“ sein. Jährlich gibt es neun bis zehn Premieren, und über eine Million Menschen besuchen die Aufführungen jährlich. Ebenso hat es viele Gastspiele im Ausland.
Das Theater stellt viele Stücke von weltbekannten Autoren wie William Shakespeare, Bertolt Brecht und Henrik Ibsen sowie von israelischen Schriftstellern wie Hanoch Levin oder Joshua Sobol dar. Die Aufführung von Levins satirischem Stück Die Königin des Badezimmers im April 1970 geriet zum Skandal, weil er darin mit der Überheblichkeit vieler seiner Landsleute nach dem Sieg im Sechstagekrieg abrechnete. Nach öffentlichem Druck wurde das Stück nach weniger als 20 Aufführungen aus dem Programm genommen.
Zu den Schauspielern des Theaterensembles zählen unter anderem Orna Porat, Yossi Yadin und Hanna Maron. Die Spielstätte des Cameri-Theaters befindet sich im 1994 eröffneten ha-Mischkan le-Ommanūyyōt ha-Bamah (הַמִּשְׁכָּן לְאָמָּנֻיּוֹת הַבָּמָה Stätte für die Bühnenkünste) an den Sderot Scha'ul ha-Melech 19 (Scha'ul-ha-Melech-Allee) neben dem Kunstmuseum Tel Aviv.
Im Mai 2011 jedoch sagte das Cameri-Theater ein geplantes Gastspiel in Antalya in der Türkei ab wegen der angekündigten Proteste propalästinensischer Gruppierungen gegen den Auftritt.